# Regierung Dehousse I
Die Regierung Dehousse I war die erste wallonische Regierung. Sie amtierte vom 23. Dezember 1981 bis zum 26. Januar 1982.
Sie war die erste eigenständige wallonische Exekutive. Zuvor wurde bestand die wallonische Exekutive aus Mitgliedern der föderalen belgischen Regierung. Von 1981 bis 1985 setzte sich die wallonische Regierung proportional zur Stärke der Parteien im Regionalrat zusammen. Die Sozialistische Partei (PS) stellte drei, die liberale Parti réformateur libéral (PRL) stellte zwei und die Christsoziale Partei (PSC) stellte einen Minister.
In der ersten Exekutive gab es noch keinen Ministerpräsidenten und keine Ressortaufteilung.

## Zusammensetzung
| Amt                                 | Name                  | Partei | Beginn der Amtszeit | Ende der Amtszeit |
| ----------------------------------- | --------------------- | ------ | ------------------- | ----------------- |
| Minister der wallonischen Exekutive | Jean-Maurice Dehousse | PS     | 23. Dezember 1981   | 26. Januar 1982   |
| Minister der wallonischen Exekutive | André Damseaux        | PRL    | 23. Dezember 1981   | 26. Januar 1982   |
| Minister der wallonischen Exekutive | Philippe Busquin      | PS     | 23. Dezember 1981   | 26. Januar 1982   |
| Minister der wallonischen Exekutive | Melchior Wathelet     | PSC    | 23. Dezember 1981   | 26. Januar 1982   |
| Minister der wallonischen Exekutive | Valmy Féaux           | PS     | 23. Dezember 1981   | 26. Januar 1982   |
| Minister der wallonischen Exekutive | André Bertouille      | PRL    | 23. Dezember 1981   | 26. Januar 1982   |